# Diecezja Villarrica
Diecezja Villarrica (łac. Dioecesis Villaricensis) – diecezja Kościoła rzymskokatolickiego w Chile. Należy do metropolii Concepción. Została erygowana 5 stycznia 2002 roku w miejsce istniejącego od 1928 roku wikariatu apostolskiego Araucanía, który z kolei został powołany z istniejącej od 1901 roku prefektury apostolskiej.

## Ordynariusze
Prefekci apostolscy
- Guido Benedikt Beck OFMCap. (1925 – 1928)

Wikariusze apostolscy Araucanía
- Guido Benedikt Beck OFMCap. (1928 – 1958)
- Carlos Guillermo Hartl de Laufen OFMCap. (1958 – 1977)
- Sixto Parzinger OFMCap (1977 – 2001)

Biskupi Villarrica
- Sixto Parzinger OFMCap. (2001 – 2009)
- Francisco Javier Stegmeier Schmidlin (2009 - )